# Ctenophoraster marquesensis
Ctenophoraster marquesensis is een kamster uit de familie Astropectinidae.
De wetenschappelijke naam van de soort werd in 1974 gepubliceerd door Marsh.